# Håvard Bøkko
Håvard Bøkko (* 2. února 1987 Hønefoss) je norský rychlobruslař.
Na světovém šampionátu juniorů startoval poprvé v roce 2004 (22. místo), o rok později již byl třetí a v roce 2006 získal zlatou medaili. Mezi seniory závodí již od sezóny 2004/2005, první medaili vybojoval v roce 2006 (bronz na Mistrovství Evropy), další v roce 2008 – stříbro na evropském i světovém vícebojařském šampionátu. V následujících letech získal další evropské (stříbro – 2009, bronz – 2012, 2013, 2014) i světové (stříbro – 2009, 2011, 2013, bronz – 2010) cenné kovy ve víceboji, na mistrovství světa na jednotlivých tratích získal několik medailí, včetně zlaté z distance 1500 m v roce 2011. Zvítězil v celkovém pořadí Světového poháru na dlouhých tratích (5000 m/10 000 m) v ročnících 2007/2008 a 2009/2010 a na trati 1500 m v sezóně 2011/2012. Startoval také na olympijských hrách, v roce 2006 závod na 1500 m nedokončil, ve stíhacím závodě družstev byl norský tým čtvrtý. Ve Vancouveru 2010 získal na patnáctistovce bronz, na 5 km byl čtvrtý, na 10 km pátý, ve stíhacím závodě družstev čtvrtý, kilometr dokončil na 19. místě. Zúčastnil se i zimní olympiády 2014, kde se v závodě na 5000 m umístil na 9. místě, na kilometru byl devatenáctý, na distanci 1500 m šestý a ve stíhacím závodě družstev pomohl norskému týmu k pátému místu. Startoval také na Zimních olympijských hrách 2018 (5000 m – 18. místo, 10 000 m – 11. místo, stíhací závod družstev – zlato). Na ME 2020 získal bronzovou medaili ve stíhacím závodě družstev.
Jeho mladší sestra Hege Bøkková je také rychlobruslařkou.